# Дубов'язівська селищна територіальна громада
Дубов'язівська селищна територіальна громада — об'єднана територіальна громада в Україні, у Конотопському районі Сумської області. Адміністративний центр — селище Дубов'язівка.
Площа громади — 263,8 км², населення — 6387 мешканців (2018) (без Буриківської та Чернечослобідської с/р).
Утворена 18 липня 2017 року шляхом об'єднання Дубов'язівської селищної ради та Красненської, Курилівської, Салтиківської, Тернівської, Шпотівської сільських рад Конотопського району.
8 серпня 2018 року внаслідок добровільного приєднання до громади приєдналися Буриківська та Чернечослобідська сільські ради Буринського району.

## Населені пункти
До складу громади входять 4 селища (Дубов'язівка, Білозерка, Білоусівка, Тополине) і 29 сіл: Базилівка, Бурики, Вишневе, Вишневий Яр, В'язове, Гамаліївка, Грузьке, Діброва, Дубинка, Жигайлівка, Землянка, Капітанівка, Коханівка, Красне, Курилівка, Лебедєве, Молодівка, Пасьовини, Полтавка, Рокитне, Романчукове, Салтикове, Сім'янівка, Сніжки, Совинка, Тернівка, Червоний Яр, Чернеча Слобода, Шпотівка.